# Bobo (Studio 100)
Bobo is een televisieprogramma in opdracht van Blink Media geproduceerd door Studio 100.

## Geschiedenis
Het televisieprogramma is gebaseerd op de Nederlandse stripserie Bobo. In de serie worden de avonturen van het blauwe konijn Bobo gevolgd. Het programma ging van start op 24 januari 2011 en was doordeweeks dagelijks te zien bij Nickelodeon (Nick Jr.), VtmKzoom en RTL Telekids.

## Rolverdeling
- Bobo: Denise van Boekel-Oort
- Krabbel: Maaike Bakker
- Tjerk: Kristel van Grunsven
- Buurman: Theo de Groot
- Mama: Ingeborg Ansing

## Afleveringen
| Seizoen | Aantal afleveringen | Uitgezonden                        | Verschijningsdatum dvd |  |
| ------- | ------------------- | ---------------------------------- | ---------------------- |  |
| 1       | 20                  | 24 januari 2011 – 10 februari 2011 | 22 juni 2011           |  |
| 2       | 20                  | Najaar 2011                        | -                      |  |

### Seizoen 1
1. De tent
2. De bal
3. De taart
4. Bobo is jarig
5. Bobo's robot
6. Dominosteentjes
7. De astronauten
8. De Krabbel danswedstrijd
9. Professor Bobo
10. De periscoop
11. Bobo's radio
12. Vals spelen
13. De netalsofziekte
14. De metaaldetector
15. Dokter Bobo
16. Boogschutter Bobo
17. Agent Bobo
18. De zangwedstrijd
19. Blussen die brand
20. Bobo wil vliegen

### Seizoen 2
1. Onzichtbare Tjerk
2. Goochelaar Bobo
3. Napraten
4. Bobo's tv-show
5. De sjaal van Krabbel
6. Drummer Bobo
7. De vlek op het tapijt
8. Slaap lekker
9. Knorrepot
10. Leren hypnotiseren
11. De serenade
12. Snuffelspruit
13. De mummie
14. Bobo's wonderlamp
15. Groene vingers
16. De tekenwedstrijd
17. Waarzegger Bobo
18. Belofte maakt schuld
19. Tjerks geheugenverlies
20. Gezocht: boef

## Theater
- Bobo gaat kamperen (2013)

## Discografie

### Albums
| Album met hitnotering(en) in de Vlaamse Ultratop 200 albums | Datum van verschijnen | Datum van binnenkomst | Hoogste positie | Aantal weken | Opmerkingen |
| ----------------------------------------------------------- | --------------------- | --------------------- | --------------- | ------------ | ----------- |
| Bobo                                                        | 15-08-2011            | 03-09-2011            | 34              | 14           |             |